# Іувелот
Іувелот (д/н — бл. 884 до н. е.) — давньоєгипетський політичний та військовий діяч, верховний жрець Амона у Фівах 894—884 роках до н. е.

## Життєпис
Був сином фараона Осоркона I та цариці Ташедхонсу. Найперша згадка про нього міститься на так званій Стелі привілеїв, котра зберігається в Каїрському музеї, з тексту якої відомо, що Іувелот був юнаком на 10-му році правління Осоркона I, що відповідає приблизно 912—910 рокам до н. е. Відповідно він міг народитися між 925 та 920 роками до н. е.
Державницький шлях розпочав у війську, виявивши хист до керування загонами. На Стелі привілеїв повідомляється, що північною межею територій, що знаходилися під управлінням Іувелота, коли він служив військовим командиром, було місто Асьют.
На посаді Верховного жерця Амона його ім'я з'являється починаючи з 5-го року царювання анонімного фараона, серед Текстів ніломер в Карнаці. Згідно з останніми дослідженнями цим фараоном був Такелот I. вважається, що Іувелот отримав посаду Верховного жерця Амона в Фівах та намісництво над Верхнім Єгиптом після смерті свого брата Шешонка близько 894 року до н. е.
На своїй посаді продовжував політику попередника щодо зміцнення позицій правлячої династії у південних провінціях, придушуючи невдоволення серед місцевої знаті та жерців, що почалися після смерті Осоркона I. Але все ще замало відомостей стосовно його конкретних дій. Помер Іувелот близько 884 року до н. е. Його владу успадкував брат Смендес III, незважаючи на наявність дорослих синів.

## Родина
Дружина — Таденітенбаст, сестра (можливо зведена) Іувелота.
Діти:
- Уаскауаса
- Хаемуасет, керівник маєтності Храму Амона у Фівах
- Джедесесанх